# Котовецько
Котовецько (пол. Kotowiecko) — село в Польщі, у гміні Нові Скальмежиці Островського повіту Великопольського воєводства.
Населення — 428 осіб (2011).

## Демографія
Демографічна структура станом на 31 березня 2011 року:
|          | Загалом | Допрацездатний вік | Працездатний вік | Постпрацездатний вік |
| -------- | ------- | ------------------ | ---------------- | -------------------- |
| Чоловіки | 223     | 59                 | 144              | 20                   |
| Жінки    | 205     | 42                 | 114              | 49                   |
| Разом    | 428     | 101                | 258              | 69                   |